# Brány Skeldalu 2: Pátý učedník
Brány Skeldalu 2: Pátý učedník je česká počítačová hra z roku 2002. Žánrem je hra mix RPG a adventury. Vytvořilo ji studio Napoleon Games, které vytvořilo první díl, ve spolupráci s Centauri Production. Jde o volné pokračování populární hry Brány Skeldalu z roku 1998. Oproti předchůdci došlo k změně žánru. To bylo často kritizováno fanoušky prvního dílu.

## Příběh
Hra se odehrává 10 let po událostech prvního dílu. Z hrdinů, kteří se vydali zničit věž na jihu Rovelandu se vrátil jediný – Wahargem. Ten byl oslavován jako hrdina a spasitel, proto mu král udělil mnoho pravomocí. Ten brzy ukáže, že již není tím hrdinou, co býval, a chová se jako tyran.
Engeor, student magie na věhlasné univerzitě v Moharnu, se jednoho dne pohádá s přítelem, obdivovatelem Wahargema a otevřeně kritizuje Wahargemovu vládu. Přestože se s přítelem usmíří, jeho slova zaslechl i někdo jiný a Engeor je uvězněn. Tím začíná jeho dobrodružství.